# 鳥取県道319号鳥取砂丘細川線
鳥取県道319号鳥取砂丘細川線（とっとりけんどう319ごう とっとりさきゅうほそがわせん）は、鳥取県鳥取市を通る一般県道である。

## 概要
鳥取市福部町湯山から鳥取市福部町細川に至る。
鳥取砂丘を通過する道路であり、改良の計画が進められている。

### 路線データ
- 起点：鳥取県鳥取市福部町湯山（鳥取砂丘入口交差点、鳥取県道265号湯山鳥取線交点）
- 終点：鳥取県鳥取市福部町細川（鳥取県道328号福部岩美線交点）
- 総延長：5.3 km

## 歴史
- 1995年（平成7年）3月28日 - 鳥取県告示第275号により認定される[3]。

前身は鳥取県道319号鳥取砂丘湯山線（鳥取県告示第276号により廃止）

## 地理

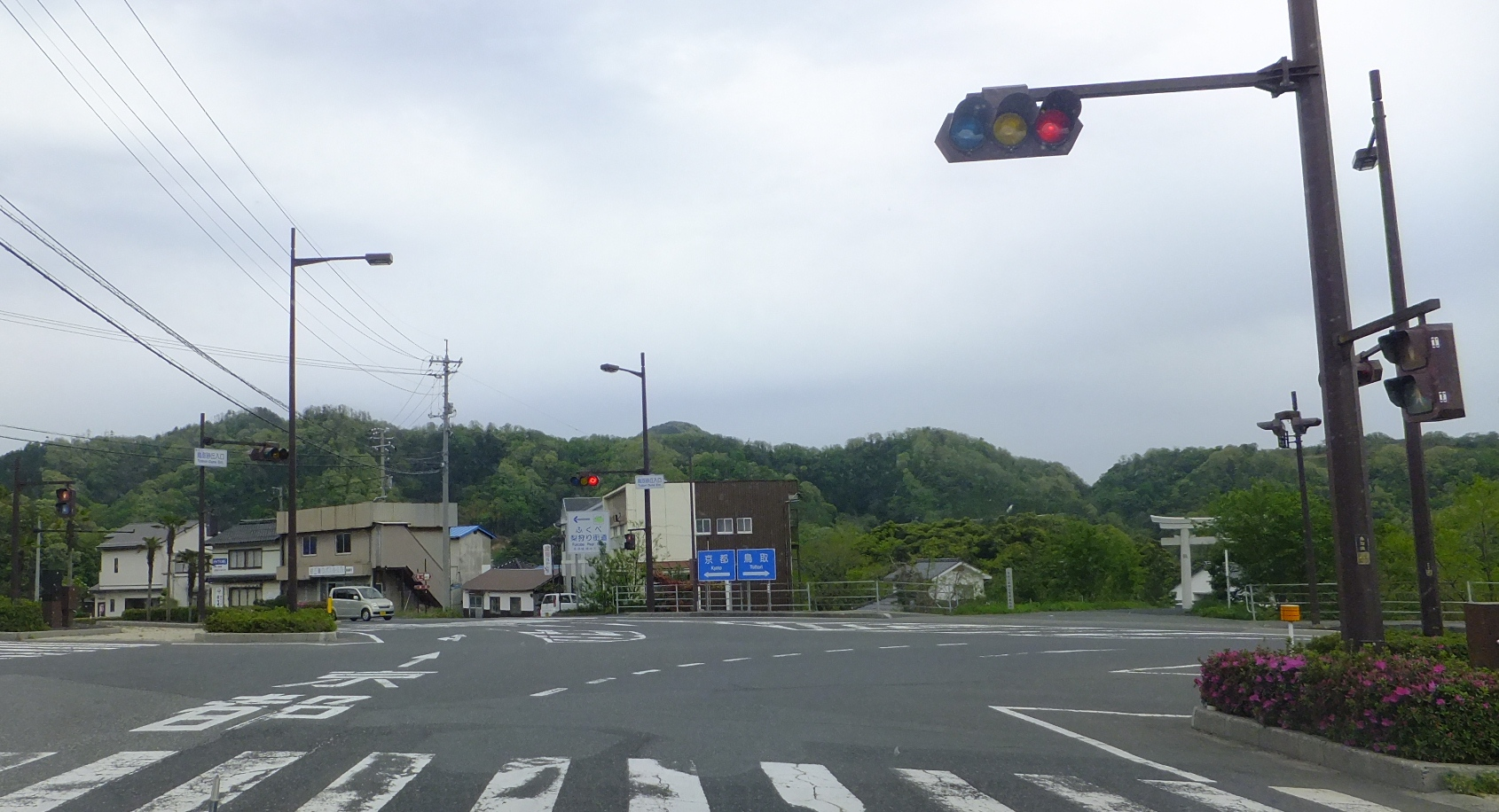
終点付近
鳥取県鳥取市福部町湯山で撮影

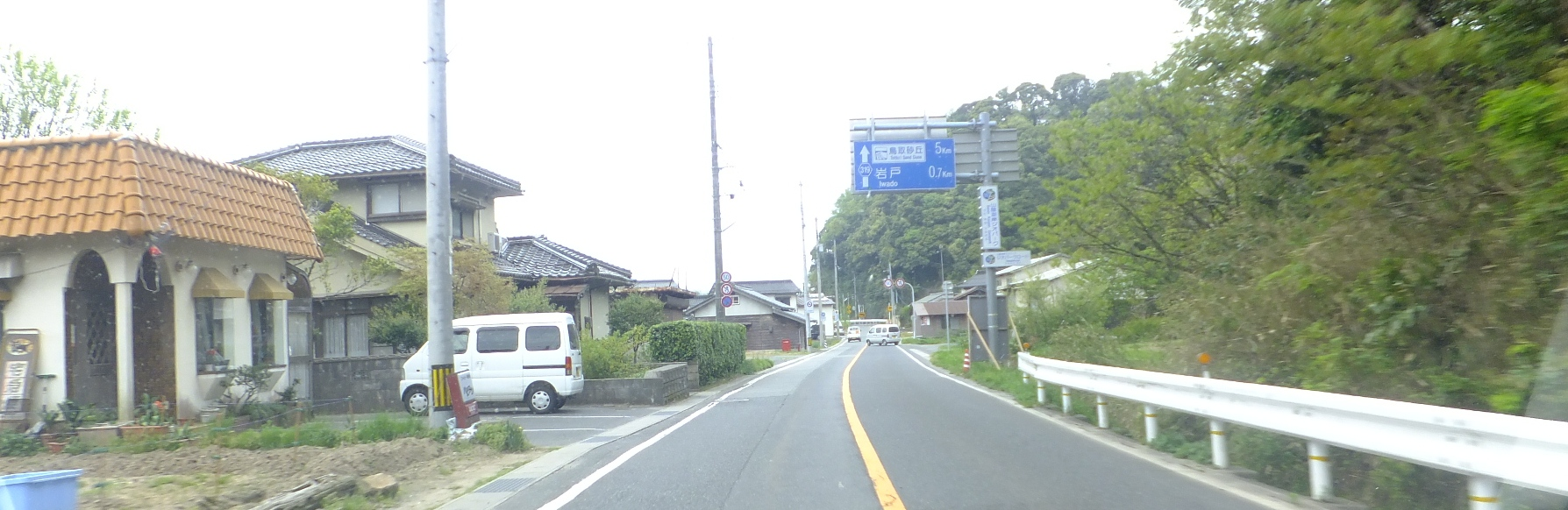
終点付近
鳥取県鳥取市福部町細川で撮影

### 通過する自治体
- 鳥取県
  - 鳥取市

### 交差する道路
| 交差する道路            | 交差する場所 | 交差する場所              |
| ----------------------- | ------------ | ------------------------- |
| 鳥取県道265号湯山鳥取線 | 福部町湯山   | 鳥取砂丘入口交差点 / 起点 |
| 鳥取県道328号福部岩美線 | 福部町細川   | 終点                      |

### 沿線
- 鳥取警察署 砂丘駐在所
- 鳥取砂丘
- 鳥取砂丘情報館
- 砂の美術館